# Río Piga
Río Piga är ett periodiskt vattendrag i Chile.   Det ligger i regionen Región de Tarapacá, i den norra delen av landet, 1 500 km norr om huvudstaden Santiago de Chile.
Omgivningen kring Río Piga är i huvudsak ett öppet busklandskap. Området är nästan obefolkat, med mindre än två invånare per kvadratkilometer.